# Cadran horizontal

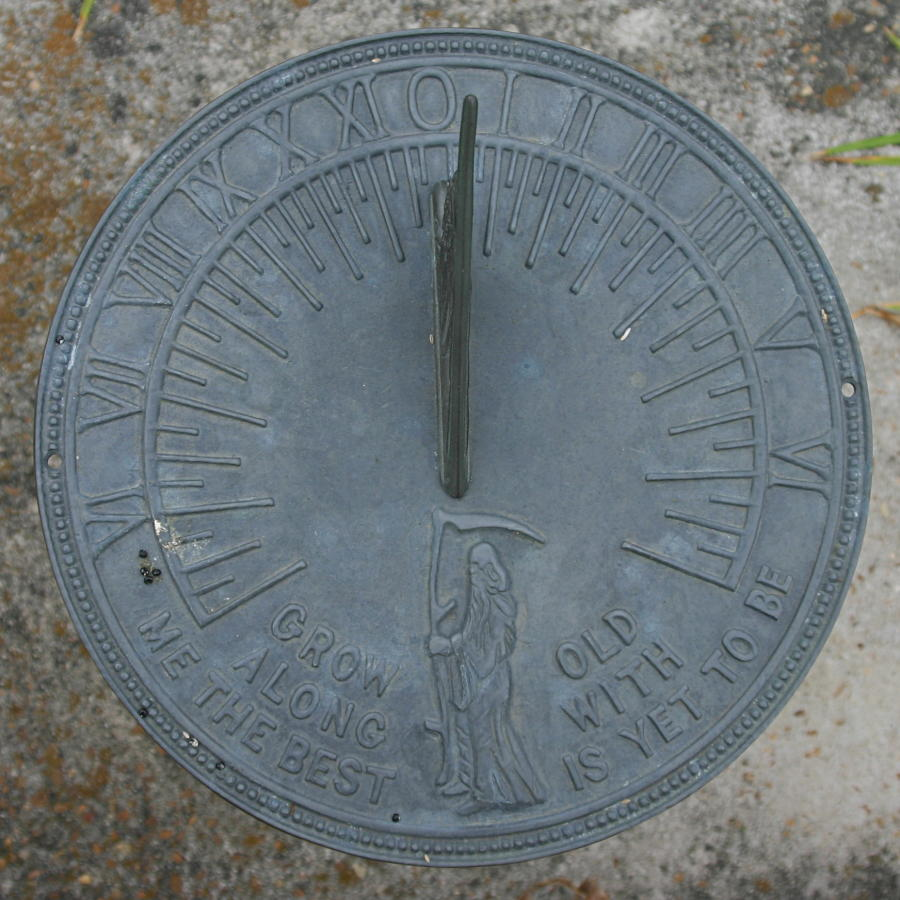
Cadran solaire horizontal

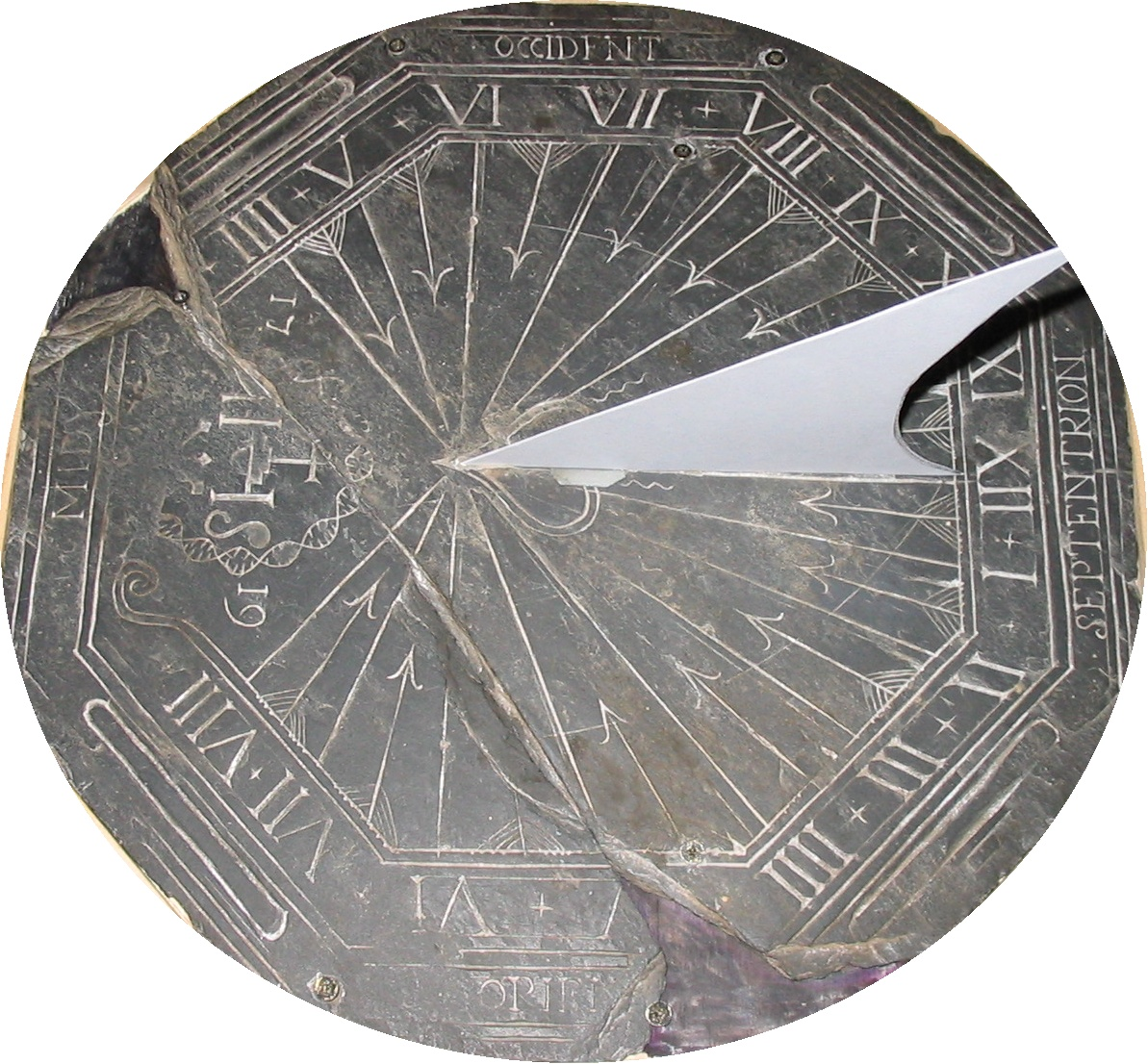
Cadran solaire horizontal de Nicolas du Pineau, manoir de Montergon à Brain-sur-Longuenée, gravure sur ardoise de 1719; style à 47,35°, latitude locale, motifs religieux, IHS ; heure solaire = 10 h 30

Comme son nom l’indique, le cadran solaire horizontal a sa table horizontale. Le style doit être parallèle à l’axe de la Terre, il fait donc un angle égal à la latitude φ du lieu par rapport au plan horizontal local. Le cadran doit être orienté de manière que le style se trouve dans le plan du méridien local. La ligne de midi matérialise donc ce méridien local.
L’angle {\displaystyle \gamma _{H}} entre les lignes horaires et la ligne de midi dépend de la latitude ainsi que de l’angle horaire H, c’est-à-dire l’angle que fait le soleil avec le méridien local.
{\displaystyle \gamma _{H}} est donné par la formule
{\displaystyle \tan \gamma _{H}=\tan H\sin \phi \ }
Contrairement au cas du cadran équatorial, l'angle {\displaystyle \Delta } entre deux lignes horaires successives, correspondant à deux angles horaires H1 et H2, n'est pas constant. La différence {\displaystyle \Delta } = {\displaystyle \theta 2} - {\displaystyle \theta 1} peut s'exprimer en fonction de H2 et H1 à partir de la formule précédente.

### Liens externes

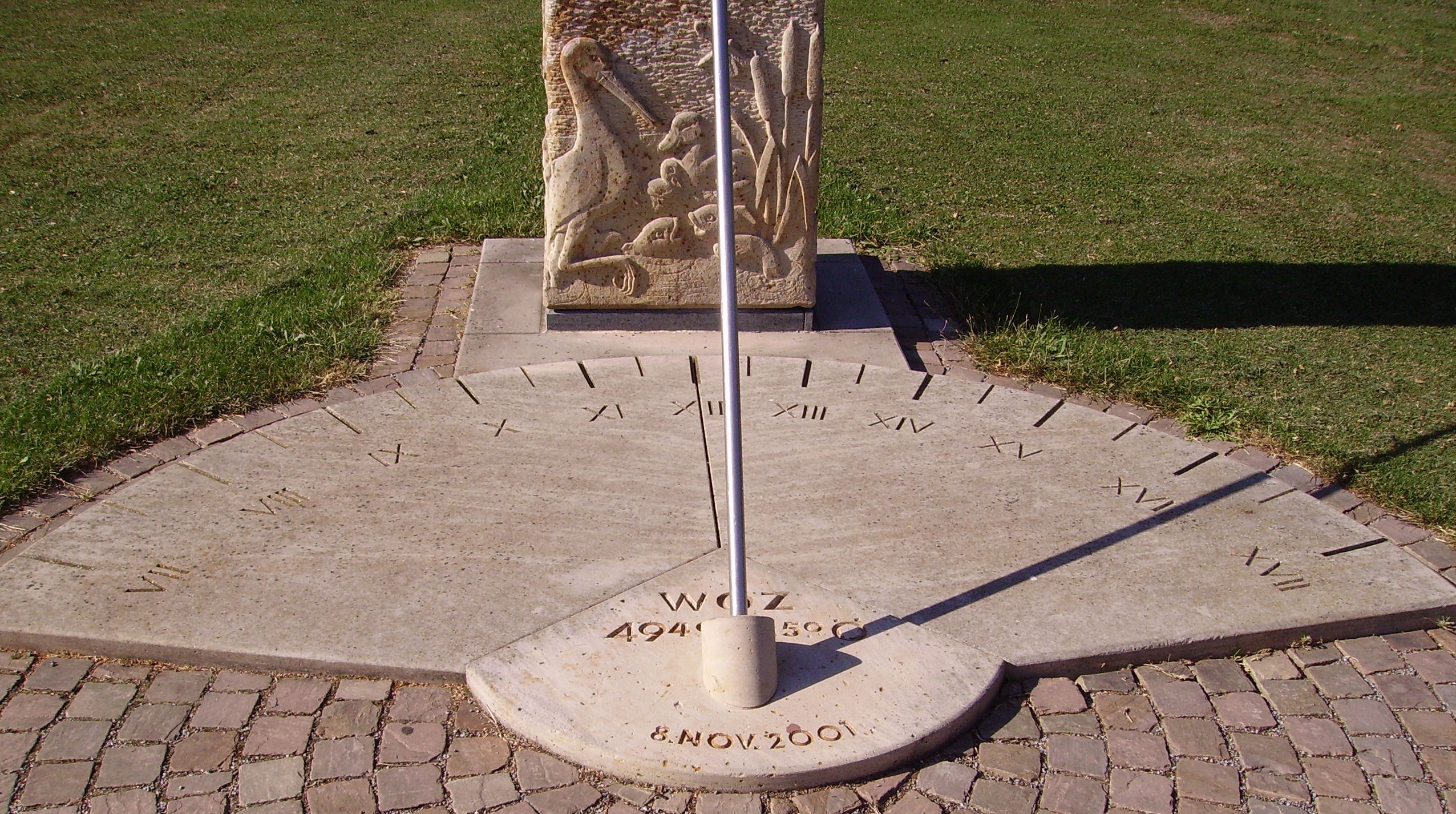
Cadran solaire horizontal